# Saint-Sulpice-Laurière
 Saint-Sulpice-Laurière  (en occitano Sent Superis) es una población y comuna francesa, situada en la región de Lemosín, departamento de Alto Vienne, en el distrito de Limoges y cantón de Laurière.

## Demografía
| 1582 | 1459 | 1330 | 1200 | 1046 | 881 | 918 |
| Para los censos de 1962 a 1999 la población legal corresponde a la población sin duplicidades (Fuente: INSEE [Consultar]) |      |      |      |      |     |     |